# The Return of Godzilla
The Return of Godzilla (originaltitel Gojira, även lanserad som Godzilla 1985 är en japansk film från 1984 regisserad av Koji Hashimoto (och i den amerikanska versionen med scener av R.J. Kizer). Det är den sextonde filmen om det klassiska filmmonstret Godzilla, men storymässigt är den en direkt uppföljare till den första Godzilla-filmen och ignorerar händelserna i de tidigare uppföljarna. Filmen är också den första i en ny serie Godzilla-filmer, den så kallade Heisei-serien (ibland kallad Versus-serien).

## Handling
Efter ett vulkanutbrott utanför Japans kust vaknar Godzilla till liv igen. Regeringen tystar ner händelsen för att hindra panik men tvingas snart offentliggöra Godzillas existens för att förhindra kärnvapenkrig mellan USA och Sovjetunionen efter att monstret förstört en sovjetisk atomubåt, vilket ryssarna misstänker USA ligga bakom. Godzilla sätter snart skräck i Japan, som också möter påtryckningar från stormakterna som vill förstöra monstret med kärnvapen. Japan vill inte tillåta detta utan istället döda monstret med sitt nyutvecklade Super-X-vapen.

## Skådespelare (urval)
- Ken Tanaka - Goro Maki
- Yasuko Sawaguchi - Naoko Okumura
- Shin Takuma - Hiroshi Okumura
- Yôsuke Natsuki - Dr. Hayashida
- Keiju Kobayashi - Premiärminister Mitamura
- Eitarô Ozawa - Finansministern

I den amerikanska versionen förekommer scener med Raymond Burr.